# Badnor
|  | Pel regne de la regió de Karnataka anomenat Bednur, vegeu Nayaks de Keladi, Ikkeri i Nagara (Índia) |

Bednor (o Badnor o Badnore) fou una thikana o jagir de l'antic principat de Mewar. Estava format per 158 pobles i situat a uns 250 km al nord-est d'Udaipur (ciutat) prop de la frontera de l'estat amb el districte britànic de Merwara. La capital era la ciutat de Badnor o Badnore, de 2056 habitants el 1901, al nord-oest de Bhilwara. Modernament pertany al districte de Bhilwara al Rajasthan, amb estació ferroviària la veïna Beawar.
Al poble de Badnor hi ha el fort del mateix nom, exemple de l'arquitectura militar medieval índia. Dins del fort, i en alguns casos a la rodalia, hi ha bon nombre de monuments i temples. Es troba a un turó rocós dels Aravalli i té set nivells sobre el llogaret. La seva porta d'accés es diu Bada Darwaza (Porta Gran), i té dos temples, un a cada costat. Inclou estables i presó a més del palau. Les habitacions en ús són encara 130. Els balcons (jharokhas) servien de ventilació. A la rodalia hi ha deu petits llacs que podien abastir a les tropes que vivien al fort. Un dels llacs, el Vinodsagar, té a la vora el palau Jalmahal (Palau de l'Aigua) i sota el Grishma Niwas o Casa de l'Estiu amb un gran jardí. Vers el 1899 el thakur Govind Singh va construir la rasa quadrangular, que és una cosa estranya a la regió, amb aigua a tres costats un balcó de vuit pilar al quart.

## Història
Una inscripció de fa dos mil tres-cents anys es va localitzar a la rodalia, i se suposa que ja era un lloc estratègic en una ruta comercial. Les lletres gravades a la roca, en escriptura bramin (probablement del segle iii aC i del període maurya, potser del rei Asoka); diu que el lloc era anomenat Badnor per un cap local de nom Badna.
Posteriorment Badnor fou fundada, o potser refundada, per Harshavardhan de Kannauj, que va construir el fort.
L'estat pertanyé a un dels thakurs (nobles) de primera classe de Mewar. Eren del clan rathor dels rajputs, clan Mertia, i descendien de Duda Singh, fill jove de Rao Jodha; la branca de Mewar de la família va emigrar a aquest territori en temps del thakur Jaymal Singh; va rebre el jagir el 1554 i va morir a Chitor el 1568 en la lluita contra l'exèrcit imperial d'Akbar; en aquesta ocasió Jaymal va capturar uns trofeus (un escut d'elefant, pell i un tambor) que encara pertanyen a la família.

## Llista de thakurs
- Jai Mal I 1554-1568
- Mukand Das 1568-?
- Manman Das
- Sanwal Das
- Jaswant Singh
- Jogi Das
- Jai Mal II
- Jai Singh
- Sultan Singh
- Akhai Singh
- Gaj Singh
- Jait Singh vers 1760
- Jodh Singh
- Pratap Singh
- Kesri Singh ?-1889
- Govind Singh 1889-?
- Gopal Singh
- Raghuraj Singh
- Vijayendra Pal Singh, Membre de l'assemblea del Rajasthan (1977-1980, 1985-1990, 1993-1999, 1999-2004 i elegit el 2004), ministre d'irrigació (1998-99), vicepresident del Bharatiya Janata Party (1998-99)